# European Winners' Cup 2009
Navigation
Édition précédente Édition suivante
La European Winners' Cup 2009 est la deuxième édition de la European Winners' Cup, la compétition opposant les meilleures équipes des principaux championnats européens de tchoukball. Elle a lieu sur deux jours, les 21 et 22 février à Lausanne, dans la salle du Vieux-Moulin. Six équipes, de trois pays, sont présentes.

## Equipes participantes
Suisse :
- Lausanne 1 (Champion suisse)
- La Chaux-de-Fonds (Vice-champion suisse)
- Genève 1 (Invitée)

 Italie :
- Saronno Castor (Champion italien)
- Limbiate Crazy Frogs (Vice-champion italien)

 Autriche :
- Traiskirchen (Invité)

## Compétition

### Format
Les six équipes sont réparties dans deux groupes de trois. Le premier jour, chaque équipe joue une fois contre les deux autres de son groupe. Les deux premières équipes de chaque groupe sont qualifiées pour les demi-finales. Les finales pour la première place, la troisième place et la cinquième place opposent ensuite, respectivement, les vainqueurs, les perdants des demi-finales et les troisièmes de chaque groupe.

### Règles
Les matches se jouent selon les règles officielles de la FITB pour terrain réduit, à quelques exceptions près:
- Les équipes peuvent être mixtes ou non.
- Les matches se jouent en 3 tiers-temps de 15 minutes.

### Qualification
Les deux premières équipes des championnats suisse, italien et anglais sont qualifiés pour l'EWC. En 2009, les équipes anglaises n'ont pas pu faire le déplacement. Elles ont été remplacées par une équipe autrichienne invitée (Traiskirchen) ainsi que par la troisième équipe du championnat suisse, c'est-à-dire Genève 1.

## Résultats

### Tour préliminaire

#### Groupe A
| 21 février 2009 | Limbiate Crazy Frogs | 37-52 (10-16;18-16;9-20) | Lausanne 1 | Salle du Vieux-Moulin, Lausanne |

| Feuille de match | Feuille de match | Feuille de match | Feuille de match                                                                                              | Feuille de match                            |
| ---------------- | --- | ---------------- | --- | ------------------------------------------- |
|                  | Stefano Barbani Simone Garbelli Gabriele Gelso Marco Naghi Marla Negrisolo Davide Rebosio Laura Rebosio Michele Volonteri | Effectifs        | Mathieu Carnal Valentin Chapuis Nicolas Heiniger Mélanie Jacquet Cedric Lavanchy Vanessa Rechik Pierre Roduit | Arbitrage : Matteo Castelli Andrea Fergnani |
|                  | |                  | | Arbitrage : Matteo Castelli Andrea Fergnani |
|                  | |                  | | Arbitrage : Matteo Castelli Andrea Fergnani |
|                  | |                  | | Arbitrage : Matteo Castelli Andrea Fergnani |

| 21 février 2009 | Genève 1 | 65-61 (19-17;23-18;23-16) | Limbiate Crazy Frogs | Salle du Vieux-Moulin, Lausanne |

| Feuille de match | Feuille de match | Feuille de match | Feuille de match | Feuille de match                                                   |
| ---------------- | --- | ---------------- | --- | ------------------------------------------------------------------ |
|                  | Meylin Aguilera Talita Carneiro Kevin Dousse Trésor Guignard Yacel Guignard Steven Hirt Nicolas Naef Laura Policarpo Michaël Rabobot Jean-Loup Remolif | Effectifs        | Stefano Barbani Simone Garbelli Gabriele Gelso Marco Naghi Marla Negrisolo Davide Rebosio Laura Rebosio Michele Volonteri | Arbitrage : Matteo Castelli Claude Peter-Contesse Marco Pignattini |
|                  | |                  | | Arbitrage : Matteo Castelli Claude Peter-Contesse Marco Pignattini |
|                  | |                  | | Arbitrage : Matteo Castelli Claude Peter-Contesse Marco Pignattini |
|                  | |                  | | Arbitrage : Matteo Castelli Claude Peter-Contesse Marco Pignattini |

| 21 février 2009 | Lausanne 1 | 52-44 (20-12;18-15;14-17) | Genève 1 | Salle du Vieux-Moulin, Lausanne |

| Feuille de match | Feuille de match                                                                                              | Feuille de match | Feuille de match | Feuille de match                            |
| ---------------- | --- | ---------------- | --- | ------------------------------------------- |
|                  | Mathieu Carnal Valentin Chapuis Nicolas Heiniger Mélanie Jacquet Cedric Lavanchy Vanessa Rechik Pierre Roduit | Effectifs        | Meylin Aguilera Talita Carneiro Kevin Dousse Trésor Guignard Yacel Guignard Steven Hirt Nicolas Naef Laura Policarpo Michaël Rabobot Jean-Loup Remolif | Arbitrage : Matteo Castelli Giacomo Zinetti |
|                  | |                  | | Arbitrage : Matteo Castelli Giacomo Zinetti |
|                  | |                  | | Arbitrage : Matteo Castelli Giacomo Zinetti |
|                  | |                  | | Arbitrage : Matteo Castelli Giacomo Zinetti |

##### Classement
| Rang | Equipe               | J | G | N | P | PP  | PC  | +/- | Pts |
| ---- | -------------------- | - | - | - | - | --- | --- | --- | --- |
| 1    | Lausanne 1           | 2 | 2 | 0 | 0 | 104 | 81  | +23 | 4   |
| 2    | Genève 1             | 2 | 1 | 0 | 1 | 109 | 103 | +6  | 2   |
| 3    | Limbiate Crazy Frogs | 2 | 0 | 0 | 2 | 88  | 117 | -29 | 0   |

J: Matches joués; G: Matches gagnés; N: Matches nuls; P: Matches perdus; PP: Points marqués; PC: Points reçus; +/-: Différence de points; Pts: Nombre de points.
1er et 2e: Qualifiés pour les demi-finales; 3e: Jouera la finale pour la 5e place.

#### Groupe B
| 21 février 2009 | Saronno Castor | 46-42 (16-18;19-9;11-15) | La Chaux-de-Fonds | Salle du Vieux-Moulin, Lausanne |

| Feuille de match | Feuille de match | Feuille de match | Feuille de match                                                                                  | Feuille de match                  |
| ---------------- | --- | ---------------- | ------------------------------------------------------------------------------------------------- | --------------------------------- |
|                  | Alessandro Aceti Sabrina Basilico Michela Corbella Filippo Gilli Andrea Lanza Emanuele Tramacere Stefano Zaffaroni Giacomo Zinetti Giorgio Zinetti | Effectifs        | Fanny Bétrix Julien Brossard Matthias Grezet Emile Guinand Loïc Herinckx David Sandoz Gaël Sieber | Arbitrage : Claude Peter-Contesse |
|                  | |                  |                                                                                                   | Arbitrage : Claude Peter-Contesse |
|                  | |                  |                                                                                                   | Arbitrage : Claude Peter-Contesse |
|                  | |                  |                                                                                                   | Arbitrage : Claude Peter-Contesse |

| 21 février 2009 | Saronno Castor | 49-38 (13-14;18-12;18-12) | Traiskirchen | Salle du Vieux-Moulin, Lausanne |

| Feuille de match | Feuille de match | Feuille de match | Feuille de match | Feuille de match                           |
| ---------------- | --- | ---------------- | --- | ------------------------------------------ |
|                  | Alessandro Aceti Sabrina Basilico Michela Corbella Filippo Gilli Andrea Lanza Emanuele Tramacere Stefano Zaffaroni Giacomo Zinetti Giorgio Zinetti | Effectifs        | Norbert Ciperle Max Ciperle Bernhard Nistelberger Michael Schafler Stefan Schuster Roland Siedl Manuel Steineck Gernot Tuerk Andreas Tuerk | Arbitrage : Pierre Roduit Romain Schmocker |
|                  | |                  | | Arbitrage : Pierre Roduit Romain Schmocker |
|                  | |                  | | Arbitrage : Pierre Roduit Romain Schmocker |
|                  | |                  | | Arbitrage : Pierre Roduit Romain Schmocker |

| 21 février 2009 | Traiskirchen | 49-51 (12-19;22-12;15-20) | La Chaux-de-Fonds | Salle du Vieux-Moulin, Lausanne |

| Feuille de match | Feuille de match | Feuille de match | Feuille de match                                                                                  | Feuille de match                             |
| ---------------- | --- | ---------------- | ------------------------------------------------------------------------------------------------- | -------------------------------------------- |
|                  | Norbert Ciperle Max Ciperle Bernhard Nistelberger Michael Schafler Stefan Schuster Roland Siedl Manuel Steineck Gernot Tuerk Andreas Tuerk | Effectifs        | Fanny Bétrix Julien Brossard Matthias Grezet Emile Guinand Loïc Herinckx David Sandoz Gaël Sieber | Arbitrage : Andrea Fergnani Marco Pignattini |
|                  | |                  |                                                                                                   | Arbitrage : Andrea Fergnani Marco Pignattini |
|                  | |                  |                                                                                                   | Arbitrage : Andrea Fergnani Marco Pignattini |
|                  | |                  |                                                                                                   | Arbitrage : Andrea Fergnani Marco Pignattini |

##### Classement
| Rang | Equipe            | J | G | N | P | PP | PC  | +/- | Pts |
| ---- | ----------------- | - | - | - | - | -- | --- | --- | --- |
| 1    | Saronno Castor    | 2 | 2 | 0 | 0 | 95 | 80  | +15 | 4   |
| 2    | La Chaux-de-Fonds | 2 | 1 | 0 | 1 | 93 | 95  | -2  | 2   |
| 3    | Traiskirchen      | 2 | 0 | 0 | 2 | 87 | 100 | -13 | 0   |

J: Matches joués; G: Matches gagnés; N: Matches nuls; P: Matches perdus; PP: Points marqués; PC: Points reçus; +/-: Différence de points; Pts: Nombre de points.
1er et 2e: Qualifiés pour les demi-finales; 3e: Jouera la finale pour la 5e place.

### Tour final
|  | Demi-finales      | Demi-finales   |    |  | Finale     | Finale |  |
|  |                   |                |    |  |            |        |  |
|  | Lausanne 1        | 52             |    |  |            |        |  |
|  | La Chaux-de-Fonds | 49             |    |  |            |        |  |
|  |                   |                |    |  | Lausanne 1 | 52     |  |
|  |                   | Saronno Castor | 38 |  |            |        |  |
|  | Saronno Castor    | 48             |    |  |            |        |  |
|  | Genève 1          | 47             |    |  |            |        |  |

#### Demi-finales
| 22 février 2009 | Lausanne 1 | 52-49 (16-16;16-16;20-17) | La Chaux-de-Fonds | Salle du Vieux-Moulin, Lausanne |

| Feuille de match | Feuille de match                                                                                              | Feuille de match | Feuille de match                                                                                  | Feuille de match                                                   |
| ---------------- | --- | ---------------- | ------------------------------------------------------------------------------------------------- | ------------------------------------------------------------------ |
|                  | Mathieu Carnal Valentin Chapuis Nicolas Heiniger Mélanie Jacquet Cedric Lavanchy Vanessa Rechik Pierre Roduit | Effectifs        | Fanny Bétrix Julien Brossard Matthias Grezet Emile Guinand Loïc Herinckx David Sandoz Gaël Sieber | Arbitrage : Andrea Fergnani Claude Peter-Contesse Marco Pignatinni |
|                  | |                  |                                                                                                   | Arbitrage : Andrea Fergnani Claude Peter-Contesse Marco Pignatinni |
|                  | |                  |                                                                                                   | Arbitrage : Andrea Fergnani Claude Peter-Contesse Marco Pignatinni |
|                  | |                  |                                                                                                   | Arbitrage : Andrea Fergnani Claude Peter-Contesse Marco Pignatinni |

| 22 février 2009 | Saronno Castor | 48-47 (17-12;16-16;15-19) | Genève 1 | Salle du Vieux-Moulin, Lausanne |

| Feuille de match | Feuille de match | Feuille de match | Feuille de match | Feuille de match                           |
| ---------------- | --- | ---------------- | --- | ------------------------------------------ |
|                  | Alessandro Aceti Sabrina Basilico Michela Corbella Filippo Gilli Andrea Lanza Emanuele Tramacere Stefano Zaffaroni Giacomo Zinetti Giorgio Zinetti | Effectifs        | Meylin Aguilera Talita Carneiro Kevin Dousse Trésor Guignard Yacel Guignard Steven Hirt Nicolas Naef Laura Policarpo Michaël Rabobot Jean-Loup Remolif | Arbitrage : Pierre Roduit Romain Schmocker |
|                  | |                  | | Arbitrage : Pierre Roduit Romain Schmocker |
|                  | |                  | | Arbitrage : Pierre Roduit Romain Schmocker |
|                  | |                  | | Arbitrage : Pierre Roduit Romain Schmocker |

#### Finale pour la5eplace
| 22 février 2009 | Limbiate Crazy Frogs | 35-38 (15-9;6-14;14-15) | Traiskirchen | Salle du Vieux-Moulin, Lausanne |

| Feuille de match | Feuille de match | Feuille de match | Feuille de match | Feuille de match                                  |
| ---------------- | --- | ---------------- | --- | ------------------------------------------------- |
|                  | Stefano Barbani Simone Garbelli Gabriele Gelso Marco Naghi Marla Negrisolo Davide Rebosio Laura Rebosio Michele Volonteri | Effectifs        | Norbert Ciperle Max Ciperle Bernhard Nistelberger Michael Schafler Stefan Schuster Roland Siedl Manuel Steineck Gernot Tuerk Andreas Tuerk | Arbitrage : Claude Peter-Contesse Giacomo Zinetti |
|                  | |                  | | Arbitrage : Claude Peter-Contesse Giacomo Zinetti |
|                  | |                  | | Arbitrage : Claude Peter-Contesse Giacomo Zinetti |
|                  | |                  | | Arbitrage : Claude Peter-Contesse Giacomo Zinetti |

#### Finale pour la3eplace
| 22 février 2009 | La Chaux-de-Fonds | 53-54 (15-17;14-21;24-16) | Genève 1 | Salle du Vieux-Moulin, Lausanne |

| Feuille de match | Feuille de match                                                                                  | Feuille de match | Feuille de match | Feuille de match                                                  |
| ---------------- | ------------------------------------------------------------------------------------------------- | ---------------- | --- | ----------------------------------------------------------------- |
|                  | Fanny Bétrix Julien Brossard Matthias Grezet Emile Guinand Loïc Herinckx David Sandoz Gaël Sieber | Effectifs        | Meylin Aguilera Talita Carneiro Kevin Dousse Trésor Guignard Yacel Guignard Steven Hirt Nicolas Naef Laura Policarpo Michaël Rabobot Jean-Loup Remolif | Arbitrage : Matteo Castelli Andrea Fergnani Claude Peter-Contesse |
|                  |                                                                                                   |                  | | Arbitrage : Matteo Castelli Andrea Fergnani Claude Peter-Contesse |
|                  |                                                                                                   |                  | | Arbitrage : Matteo Castelli Andrea Fergnani Claude Peter-Contesse |
|                  |                                                                                                   |                  | | Arbitrage : Matteo Castelli Andrea Fergnani Claude Peter-Contesse |

#### Finale
| 22 février 2009 | Lausanne 1 | 52-38 (17-15;19-8;16-15) | Saronno Castor | Salle du Vieux-Moulin, Lausanne |

| Feuille de match | Feuille de match                                                                                              | Feuille de match | Feuille de match | Feuille de match                          |
| ---------------- | --- | ---------------- | --- | ----------------------------------------- |
|                  | Mathieu Carnal Valentin Chapuis Nicolas Heiniger Mélanie Jacquet Cedric Lavanchy Vanessa Rechik Pierre Roduit | Effectifs        | Alessandro Aceti Sabrina Basilico Michela Corbella Filippo Gilli Andrea Lanza Emanuele Tramacere Stefano Zaffaroni Giacomo Zinetti Giorgio Zinetti | Arbitrage : Diego Carugati Michel Thomann |
|                  | |                  | | Arbitrage : Diego Carugati Michel Thomann |
|                  | |                  | | Arbitrage : Diego Carugati Michel Thomann |
|                  | |                  | | Arbitrage : Diego Carugati Michel Thomann |

## Classement final
| Rang | Équipe               | Pays     |
| ---- | -------------------- | -------- |
| 1er  | Lausanne 1           | Suisse   |
| 2e   | Saronno Castor       | Italie   |
| 3e   | Genève 1             | Suisse   |
| 4e   | La Chaux-de-Fonds    | Suisse   |
| 5e   | Traiskirchen         | Autriche |
| 6e   | Limbiate Crazy Frogs | Italie   |